# Eleni
Eleni is een waar gebeurd verhaal in romanvorm uit 1983 van de Amerikaanse schrijver Nicholas Gage. Het verhaal werd verfilmd door Peter Yates en uitgebracht in 1985.
Het boek werd in meer dan dertig talen vertaald, in het Nederlands in 1984 door Rob van Moppen. 
Het Nederlandse duo Tol & Tol verwerkte het thema in het gelijknamige lied Eleni, onder andere ook in een gezamenlijke versie met de Griekse zanger Demis Roussos.

## Verhaal
Onderzoeksjournalist Nicholas Gage, geboren als Nikola Gatzoyiannis, besluit terug te keren naar zijn geboorteland Griekenland. Als negenjarig kind werd hij in 1948, in volle Griekse Burgeroorlog, door zijn moeder Eleni uit het door communistische opstandelingen bezette dorpje Lia, dicht bij de Albanese grens, over de frontlijn weggestuurd naar gebied dat in handen van de regering was. Vandaar werd hij naar zijn vader Christos Gatzoyiannis gestuurd die toen al in de Verenigde Staten verbleef. Ondanks haar belofte is Eleni hen nooit achterna gereisd. 
Gage is vastbesloten, meer dan dertig jaar later, het mysterie rond de dood van zijn moeder op te lossen. Daartoe begeeft hij zich naar zijn geboortedorp in Epirus. Hij weet dat ze werd vermoord aan het einde van de burgeroorlog. Twee vragen kwellen hem: wie is de moordenaar van zijn moeder? En waarom werd ze vermoord? 
Eleni was een zorgzame vrouw die zich schikte naar de wensen van haar man, die jarenlang in Amerika verbleef, en zich ook onderwierp aan de regels van de legers die het dorp controleerden, welke dat ook waren. Tot de communisten beslisten de kinderen uit door hen gecontroleerde zones naar 'bevriende' landen (Albanië, Joegoslavië, Bulgarije, ...) te sturen, eerst vrijwillig, en - bij gebrek aan succes - later gedwongen. Toen besliste Eleni met haar kinderen naar regeringsgebied te vluchten. Vier van haar vijf kinderen konden ontsnappen, maar door omstandigheden geraakten Eleni zelf en haar tweede dochter Glykeria niet weg. Voor dat 'verraad' werd Eleni in een showproces veroordeeld en geëxecuteerd. Glykeria werd ingelijfd in het rebellenleger. 
Het verhaal is in grote mate autobiografisch. Door de grote betrokkenheid van de auteur kan het niet als afstandelijke journalistiek gelden. Zijn moeder had zich opgeofferd voor zijn vrijheid. Het geeft wel een schokkend beeld van de - in dit geval communistische - wreedheden die in de burgeroorlog begaan werden. 

## Vervolg van het verhaal
In 1989 schreef Nicholas Gage een vervolg op het eerste boek onder de titel A place for us, "een plaats voor ons", dat een jaar later in het Nederlands vertaald werd als Eleni's kinderen. Het vertelt het waargebeurde verhaal hoe de vijf kinderen als emigranten in Amerika terechtkwamen en hoe het hun verder verging. Zoals gezegd in het eerste boek werd Nicholas in 1948 met drie van zijn vier zussen per boot naar zijn vader in Amerika gestuurd. Glykeria kon hen na het einde van de burgeroorlog ook vervoegen. 

## Rolverdeling in de film
| Acteur            | Personage      |
| ----------------- | -------------- |
| Kate Nelligan     | Eleni          |
| John Malkovich    | Nicholas Gage  |
| Linda Hunt        | Katina         |
| Oliver Cotton     | Katis          |
| Ronald Pickup     | Spiro          |
| Rosalie Crutchley | de grootmoeder |
| Glenn Headly      | Joan           |
| Dimitra Arliss    | Ana            |